# Фридрих фон Шлегел
Фридрих фон Шлегел (Хановер, 10. март 1772 — Дрезден, 12. јануар 1829), био је немачки писац, најзначајнији теоретичар немачког романтизма и један од првих европских модерниста. С братом Аугустом Вилхелмом уређивао је главни романтичарски часопис Атенеум. Поред радова о античкој књижевности писао је есеје, песме и приповетке, а његова Историја старе и нове књижевности један од првих прегледа целокупне светске литературе.

## Биографија
Његов отац Јохан Адолф Шлегел био је пастор у лутеранској цркви Marktkirche St. Georgii et Jacobi.
Две године је студирао право у Гетингену и Лајпцигу, и упознао се са Фридрихом Шилером.
Године 1793. потпуно се посветио књижевном раду. Године 1796. преселио се у Јену, где је живео његов брат Август Вилхелм. У Јени је сарађивао са Новалисом, Лудвигом Тиком, Фихтеом и Каролин Шелинг, која се удала за Августа Вилхелма. Он и Новалис су водили важан разговор о немачком идеализму. Године 1797. посвађао се са Шилером, коме се није допао његов полемичарски рад.
Шлегел је објавио Die Griechen und Römer (Грци и Римљани), након чега је уследила Geschichte der Poesie der Griechen und Römer (Историја поезије Грка и Римљана) (1798). Затим се окренуо Дантеу, Гетеу и Шекспиру.
У Јени је са својим братом основао часопис Athenaeum, у којем је објављивао фрагменте, афоризме и есеје у којима се најјасније износе принципи романтичарске школе. Они су данас опште признати као најдубљи и најзначајнији изрази субјективног идеализма раних романтичара. После контроверзе, он је одлучио да се пресели у Берлин. Тамо је живео са Фридрихом Шлајермахером и упознао Хенријету Херц, Рахел Варнхаген и његову будућу супругу Доротеу Вејт, ћерку Мојсија Менделсона и мајку Јоханеса и Филипа Вејта.
Године 1799. објавио је Lucinde, ексцентричан и недовршен роман, који је изузетан као покушај да се на примењену етику пренесе романтичарски захтев за потпуном индивидуалном слободом. Књига у којој је величао спој чулне и духовне љубави као алегорију божанског космичког Ероса, изазвала је скандал својим манифестним аутобиографским карактером, одражавајући његову везу са Доротеом Вејт, и допринело је неуспеху његове академске каријере у Јени, где је завршио студије 1801. те као приватдоцент предавао трансценденталну филозофију. Током септембра 1800. састао се четири пута са Гетеом.
У јуну 1802. стигао је у Париз, где је живео у кући која је раније била у власништву барона д'Холбаха и придружио се кругу уметника који је укључивао Хајнриха Кристофа Колбеа. Предавао је филозофију на приватним курсевима за Сулпиза Боасереа, а под менторством Антоана Леонарда де Шезија и лингвисте Александра Хамилтона наставио је да учи санскрит и персијски језик. Уређивао је часопис Европа (1803), где је објављивао есеје о готичкој архитектури и старим мајсторима. У априлу 1804. оженио се Доротеом Вејт у шведској амбасади у Паризу, након што је она прошла неопходну конверзију из јудаизма у протестантизам. Године 1806. он и његова жена отишли су у посету Аубергенвилу, где је његов брат живео са госпођом де Стал.
Године 1808. објавио је важну књигу Über die Sprache und Weisheit der Indier (О језику и мудрости Индије). У делу је развио своје идеје о религији и тврдио је да су људи потекли из Индије били оснивачи првих европских цивилизација. Шлегел је поредио санскрит са латинским, грчким, персијским и немачким, примећујући многе сличности у речнику и граматици. Хипотеза о заједничким карактеристикама ових језика сада је општеприхваћена, иако са значајним изменама. Мање је слагања око географског региона где су се оснивачи цивилизације населили односно одакле су потекли, иако је теорија „ван Индије” генерално постала дискредитована у савременој науци.
Током 1808. он и његова супруга приступили су католичкој вери у келнској катедрали. Од тада се Шлегел више се супротстављао принципима политичког и верског либерализма.
Отишао је у Беч и 1809. био постављен за секретара царског двора у војном штабу. Уређивао је армијске новине и издавао ратоборне прокламације против Наполеона. Током ратних похода био је у пратњи надвојводе Карла од Аустрије. Био је стациониран у Пешти током рата Пете коалиције. Тада је учио мађарски језик. У међувремену, објавио је своју сабране Geschichte (Историје) (1809) и две серије предавања, Über die neuere Geschichte (О новијој историји) (1811) и Geschichte der alten und neuen Literatur (О старој и новој књижевности) (1815). Године 1814. проглашен је витезом Врховног Христовог реда.
После Бечког конгреса (1815), био је саветник у аустријској амбасади на франкфуртском сабору, али се 1818. вратио у Беч. Године 1819. он и Клеменс Брентано су путовали у Рим, у друштву Метерниха и Генца. Тамо се састао са својом женом и њеним синовима. Године 1820. покренуо је конзервативни католички часопис Concordia (1820–1823), али су га критиковали Метерних и његов брат Аугуст Вилхелм, тадашњи професор индологије у Бону. Шлегел је потом започео издавање својих сабраних дела. Држао је и предавања која су поново објављена у његовој Philosophie des Lebens (Филозофија живота) (1828) и књизи Philosophie der Geschichte (Филозофија историје) (1829).
Умро је 12. јануара 1829. у Дрездену, припремајући наредну серију предавања.

## Одабрана дела
- Vom ästhetischen Werte der griechischen Komödie (1794)
- Über die Diotima (1795)
- Versuch über den Begriff des Republikanismus (1796)
- Georg Forster (1797)
- Über das Studium der griechischen Poesie (1797)
- Über Lessing (1797)
- Kritische Fragmente („Lyceums“-Fragmente) (1797)
- Fragmente („Athenaeums“-Fragmente) (1797–1798)
- Lucinde (1799)
- Über die Philosophie. An Dorothea (1799)
- Gespräch über die Poesie (1800)
- Über die Unverständlichkeit (1800)
- Ideen (1800)
- Charakteristiken und Kritiken (1801)
- Transcendentalphilosophie (1801)
- Alarkos (1802)
- Reise nach Frankreich (1803
- Geschichte der europäischen Literatur (1803/1804
- Grundzüge der gotischen Baukunst (1804/1805)
- Über die Sprache und Weisheit der Indier (1808)
- Deutsches Museum (as ed.), 4 Vols. Vienna (1812–1813)
- Geschichte der alten und neueren Literatur (lectures) (1815)
- Ludwig Tieck und die Brüder Schlegel. Briefe ed. by Edgar Lohner (München 1972)